# Superkubak Belarusi 2025
La Superkubak Belarusi 2025 è stata la sedicesima edizione dell'omonima competizione, disputata il 22 febbraio 2025, allo Stadio FK Minsk di Minsk, tra la Dinamo Minsk, vincitrice della Vyšėjšaja Liha 2024, e il Nëman, vincitore della Kubak Belarusi 2023-2024.
La Dinamo Minsk ha vinto il trofeo per la prima volta nella sua storia, battendo il Nëman per due a zero.

## Tabellino
| Arbitro: | Kurgheli |

|  |           |                          |
|  | Marcatori | 41’ Šaŭčėnka 57’ Behunoŭ |